# Microtus multiplex
L'arvicola di Fatio (Microtus multiplex Fatio, 1905) è un piccolo roditore della famiglia dei Cricetidi.

## Distribuzione e habitat
Vive nelle zone alpine di Francia, Italia, Slovenia, Austria e Svizzera, fino ad una altitudine di circa 2000 m. In Italia è diffuso anche sugli Appennini centro-settentrionali, ai margini di campi coltivati e boschi.

## Biologia

### Alimentazione
Si nutre di radici e bulbi, occasionalmente anche di erba.

## Sistematica
Appartiene al sottogenere Terricola. In Italia sono presenti le seguenti sottospecie:
- M. m. multiplex
- M. m. fatioi
- M. m. druentius
- M. m. orientalis
- M. m. liechtensteini

M. m. liechtensteini è considerata da alcuni come una specie a sé stante.

## Conservazione
La IUCN red list classifica questa specie come a basso rischio (Least Concern). In alcuni luoghi questi animali sono considerati un pericolo per le coltivazioni e vengono quindi uccisi per avvelenamento.